# Syncytium

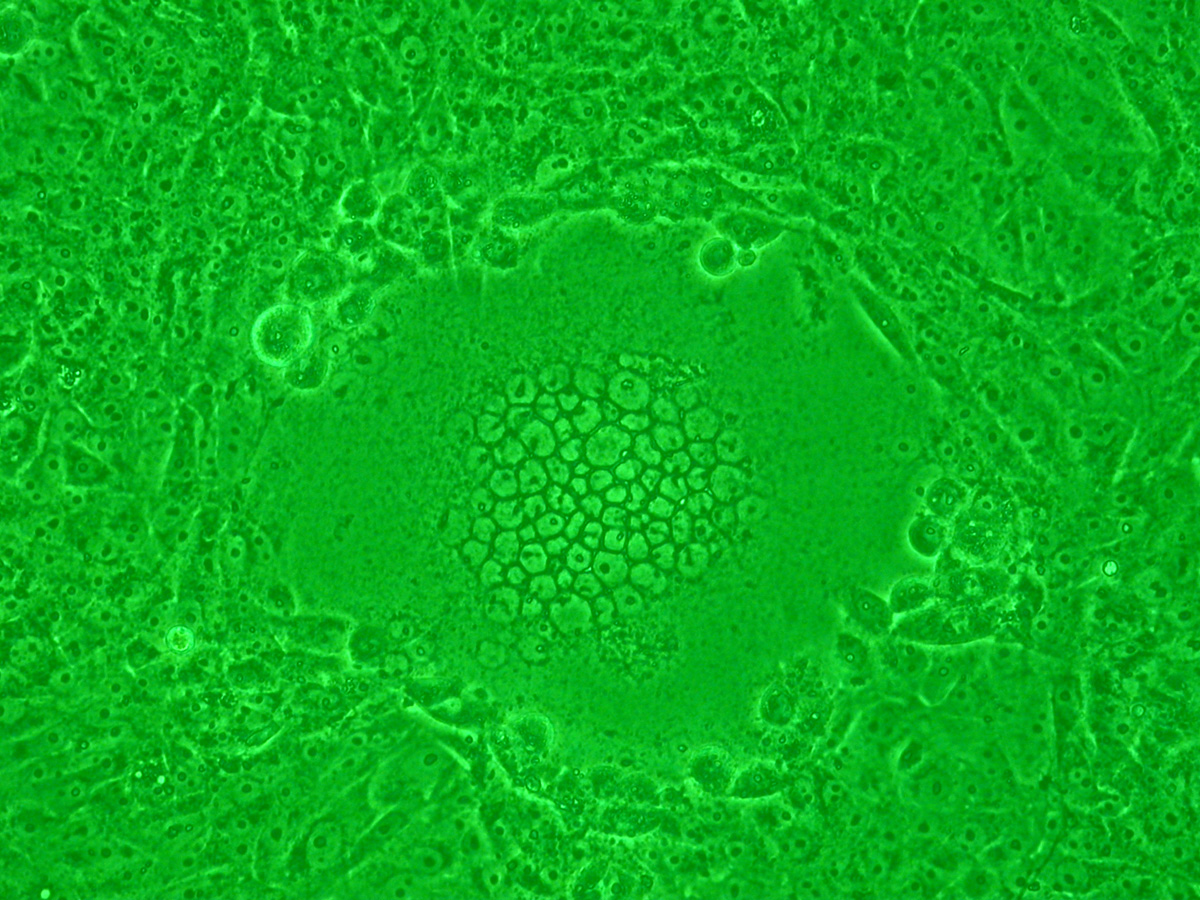
Syncytium vzniklé napadením buněk virem HIV

Syncytium (soubuní) je mnohojaderný buněčný útvar, který vznikne rozrušením buněčných membrán několika sousedních buněk a dojde ke splynutí jejich cytoplazem. Ve výsledku se tedy jedná o buňku obsahující více jader.
Syncitiální buňky jsou například svalová vlákna (myocyty v příčně pruhované svalovině). Vznik syncytií však může v lidském těle způsobit i virové onemocnění, například virus HIV, známé jsou tím i paramyxoviry.
Samostatným typem syncytia je tzv. plazmódium některých prvoků. Toto plazmódium může dorůstat (např. u vápenatky mnohohlavé) za laboratorních podmínek až několika centimetrů, jindy se udává až několik metrů – zaznamenáni byli jedinci s plochou 5,54 m2.